# Jerzy Kowalczyk (żużlowiec)
Jerzy Kowalczyk (ur. 12 stycznia 1954, zm. 6 grudnia 2024) – polski żużlowiec, drużynowy mistrz Polski (1974).

## Życiorys
W wieku osiemnastu lat uzyskał certyfikat żużlowy i w 1973 zadebiutował w rozgrywkach ligowych. W latach 1973–1978 był zawodnikiem Włókniarza Częstochowa z którym wywalczył 5 medali Drużynowych Mistrzostw Polski: 1 złoty (1974), 2 srebrne (1975–1976) i 2 brązowe (1977–1978). Był również trzykrotnym finalistą Młodzieżowych Indywidualnych Mistrzostw Polski.